# Medicinens historia

Anatomilektionen av Rembrandt 1632.

Medicinens historia avser medicinvetenskapens historia. Människan har sedan förhistorisk tid ägnat sig åt läkekonst i försök att påverka och förstå sig på omständigheterna kring liv, död och sjukdomar.

## Förhistorisk medicin
Eftersom det inte finns nedskrivna redogörelser från förhistorisk tid är studiet av forntidens läkekonst hänvisat till artefakter, mänskliga kvarlevor och naturfolk. Örtmedicin är den tidigaste kända formen av läkekonst, och föregår all nedskriven historia. Väggmålningar i Lascauxgrottan visar på förekomst av örtmedicin i förhistoriska kulturer innan 15 000 f.v.t
Sjukdomar har ofta setts som tecken på vredgade gudar, grymma demoner eller ondskefulla andar. Historiker teoretiserar att trepanering kan ha använts som ett sätt att råda bot på dessa.

## De tidiga civilisationernas medicin

### Egypten

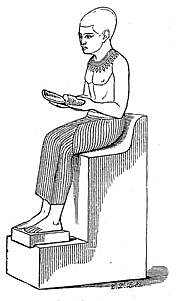
Det egyptiska unversalgeniet Imhotep är historiens första läkare känd vid namn, och tros vara Edwin Smith-papyrusens ursprungliga författare.

Under forntida Egyptens 3000-åriga historia utvecklades en lång, varierad och givande medicinsk tradition avancerad för sin tid. Här utvecklades grundläggande medicinska grenar, såsom kirurgi, tandvård, anatomi och farmakologi. Kunskaperna grundade sig till viss del i empiriska metoder, men likt många andra kulturer på den tiden var tron på att det övernaturliga låg bakom krämpor inte en ovanlig föreställning. De egyptiska läkarna hade ett gott rykte som sträckte sig utanför landets gränser, och deras kunskaper hade stort inflytande på efterkommande medicinska traditioner.
I sina skildringar av Egypten berättade den grekiske historikern Herodotos att det fanns en hög grad av specialisering bland egyptiska läkare; vissa fokuserade på huvudåkommor eller magproblem, medan andra var ögon- eller tandläkare. Han kallade egypterna "världens hälsosammaste folk", och tillskrev detta deras avancerade sjukvårdssystem och torra, oföränderliga klimat. Sjukdomar var emellertid ingen ovanligt. Många egypter levde och arbetade vid Nilen, där risken var stor att få i sig dödliga parasiter eller drabbas av malaria. Gravfynd tyder på att många led av näringsbrist, trots att jordbruket ofta producerade mat i överflöd. Barnadödligheten var hög, endast en tredjedel av befolkningen nådde vuxen ålder. Den förväntade medellivslängden var 35 år för män och 30 år för kvinnor.
Kirurgi förekom till viss del. Verktyg som kan ha använts för kirurgiska ändamål har hittats från så tidigt som sjätte dynastin, men kroppsfynd som visar tecken på kirurgiska ingrepp är sällsynta. Istället ger medicinska papyrer en insyn över hur kirurgi kan ha utövats i forntida Egypten. Edwin Smith-papyrusen, som är huvudsakligen kirurgisk i sitt innehåll, beskriver bland annat suturering: "du skall palpera hans sår, (och därefter) dra ihop hans sår med stygn". Papyrus Ebers innehåller information om kirurgiska snitt, som användes för att öppna varbölder och ta bort fettumörer. Ortopedläkare lär ha varit efterfrågade i forntida Egypten, eftersom de tunga arbetsförhållandena och de många krigen ledde till att många drabbades av frakturer och urledvridningar. I både Papyrus Ebers och Edwin Smith-papyrusen finns hänvisningar till en sorts ortos eller spjäla.
Egyptiska läkare hade tämligen god koll på människans anatomi. Man kände till kopplingen mellan pulsen och hjärtat, och hade viss kännedom om hjärt- och kärlsystemet. Under mumifieringen lärde sig de egyptiska läkarna mycket om människans anatomi, i och med att man avlägsnade de inre organen och då fick tillfälle att studera människan inifrån.

#### Medicinska papyri
År 1822 dechiffrerades Rosettestenen och gjorde det möjligt att tyda fornegyptiska hieroglyfer, och därmed flera medicinska papyrer. 
Kahuni-papyrusen tros vara den äldsta bevarade medicinska skriften och tar itu med kvinnliga hälsoproblem såsom gynekologiska sjukdomar, fertilitet, graviditet, och prevention. De behandlingar som rekommenderas är diverse oljor, rökelser och växter, men även preparat från djurriket av exempelvis krokodilavföring eller mjölk.
Edwin Smith-papyrusen är världens äldsta kirurgiska avhandling och grundar sig på förhållandevis vetenskapliga metoder; däri finner man beskrivning, diagnos, prognos och behandling för 48 olika åkommor. Papyrusen tillskrivs ibland Imhotep.
Papyrus Ebers är en av de största och bäst bevarade skrifterna. Behandlingarna utgörs av diverse besvärjelser och preparat.

### Indien
Ayurveda (आयुर्वेद sanskrit: ayus, "liv", veda, "kunskap"), även ayurvedisk medicin, utgör en form av indisk läkekonst. Enligt moderna ayurvediska källor har ayurvedas ursprung spårats till cirka 5000 f.Kr. och är enligt förespråkarna grundad i ett holistiskt perspektiv och vediska utgångspunkter.
Rekonstruktiv kirurgi utfördes i Indien ca. 800 f.Kr. av läkaren Sushruta.

## Antik medicin

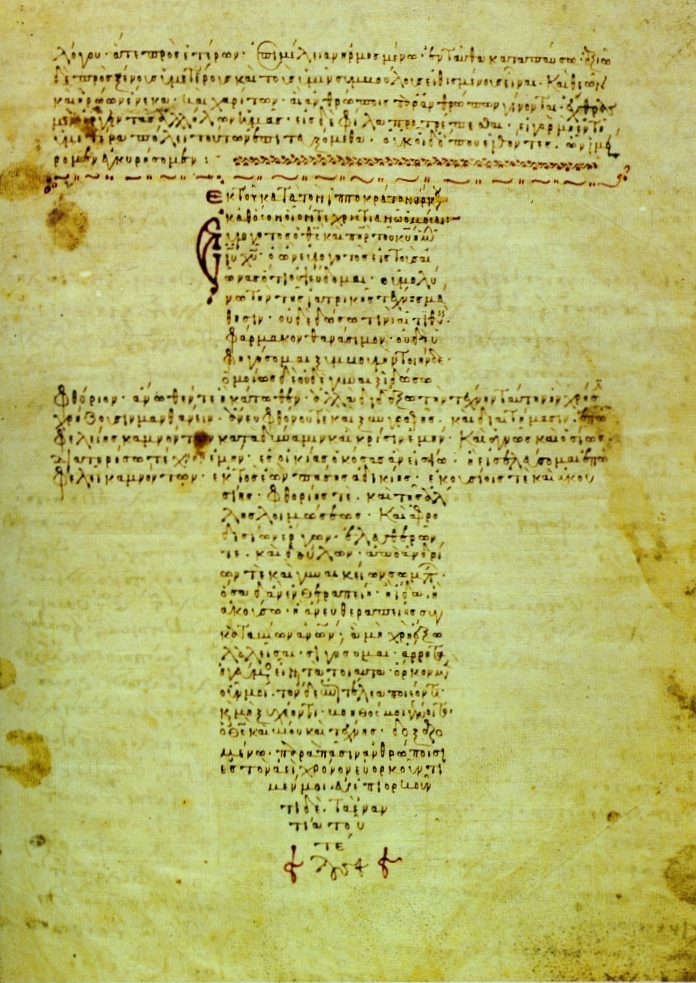
Corpus Hippocraticum

Den rådande teorin för sjukdomarnas ursprung var länge humoralpatologin där man ansåg att brist eller överskott av de fyra kroppsvätskorna (svart galla, gul galla, slem och blod) orsakade olika sjukdomstillstånd.
Utifrån äldre handskrifter sammanställdes de hippokratiska skrifterna Corpus Hippocraticum omkring 300 f.v.t
En lista med cirka 600 olika läkemedel sammanställdes av Pedanius Dioskorides omkring år 80 e.v.t
Dåtidens kunskap inom anatomi och fysiologi sammanställdes av Galenos till en sammanhängande lära ca 160 e.v.t

## Medeltida medicin
I medeltidens Europa och dess närmaste omnejd förhärskade antikens idéer om hur hälsa bibehölls och återvanns. Medicinskt kunniga personer var ofta munkar och nunnor, vilket kan exemplifieras av universalgeniet Hildegard av Bingen (1098–1179). Klostren kopierade och översatte böcker skrivna av greker och araber, samtidigt som man höll de gamla traditionerna och kunskaperna vid liv, såsom humoralpatologin. Knappast någon läkare under dessa århundraden förnekade att de fyra kardinalsafternas harmoni var förutsättningen för hälsa. Man menade att sjukdomar botades genom att återställa balansen. Åderlåtning gjordes med knivliknande verktyg eller blodiglar, medan huvuddelen av de läkemedel som nyttjades var blad, blommor och rötter av örter, bland annat för urindrivande, laxer- och kräkmedel.

## Renässansens medicin
Signaturläran utvecklades på 1500-talet av schweizaren Paracelsus.

## Modernare medicin
Några nedslag i historien:
Andreas Vesalius bok De humani corporis fabrica (Om människokroppens byggnad) publicerades år 1543.
Ambroise Paré publicerade sina erfarenheter som militärläkare kring sårbehandling och proteser år 1545.
William Harvey publicerade upptäckten av blodets kretslopp 1628.
Thomas Sydenham utgav den första av sina böcker med kliniska iakttagelser år 1666.
Hermann Boerhaave utgav 1708–1709 i Leiden två av sina stora läroböcker, i vilka han försökte tillämpa det samtida vetandet på sjukdomsbehandling. 
Giovanni Battista Morgagni lade grunden för den patologiska anatomin med "De sedibus et causis morborum" ('Om sjukdomarnas säte och orsaker') år 1761.
John Hunter, som anses vara den experimentella patologins skapare och en av kirurgins främsta, utgav sitt mest berömda arbete, "Treatise on the Blood, Inflammation and Gun-shot Wounds" år 1761.
Edward Jenner presenterade vaccinationsmetoden mot smittkoppor 1798 som resulterade i att sjukdomen utrotades på 1970-talet.
Rudolf Virchow presenterade läran om cellerna som kroppens byggstenar år 1858 i Die Cellularpathologie (Cellpatologin), vilket ledde till att humoralpatologin som haft stort inflytande allt sedan antiken slutligen förkastades.
Ignaz Philipp Semmelweiss framlade sina resultat om barnsängsfeberns spridning från obduktionssalarna 1861 vilket gjorde att hygienens betydelse började uppmärksammas. 
Robert Koch påvisade tuberkelbacillen 1882.
År 1896 presenterades den första apparaten för röntgenundersökningar.
Sigmund Freud publicerade "Traumdeutung" ('Drömtydning') 1900, en bok som låg till grund för psykoanalysen.
Paul Ehrlich och Sahachiro Hata presenterade 1910 salvarsan som ett botemedel mot syfilis.
F.G. Banting och Charles H. Best påvisade 1910 att diabetes beror på insulinbrist.
Alexander Fleming framställde 1928 penicillin ur mögelsvamp.
James D. Watson, Francis Crick och Maurice Wilkins tilldelades 1962 nobelpriset för upptäckten av nukleinsyrornas molekylära uppbyggnad.